# بور (پتنیکا)
بور (به لاتین: Bor) یک منطقهٔ مسکونی در مونته‌نگرو است که در شهرداری پتنیکا واقع شده‌است. بور ۲۲۲ نفر جمعیت دارد.